# Факір на годину
«Факір на годину» (рос. «Факир на час») — білоруський радянський художній фільм 1971 року режисера Діамари Ніжніковської за п'єсою В. Диховічного, М. Слободського.

## Сюжет
Весела плутанина сталася в провінційному готелі, коли кореспондента газети прийняли за відомого гіпнотизера.

## У ролях
- Надія Румянцева
- Лідія Смирнова
- Михайло Пуговкін
- Олександр Бєлявський
- Валентина Ананьїна
- Леонід Харитонов
- Михайло Водяной
- Віктор Перевалов
- Семен Крупник

## Творча група
- Сценарій: Діамара Ніжніковська
- Режисер: Діамара Ніжніковська
- Оператор: Ніна Філінковська, Ігор Ремішевський
- Композитор:  Микита Богословський